# Murexus muricatus
Murexus muricatus är en skalbaggsart som först beskrevs av Lewis 1900.  Murexus muricatus ingår i släktet Murexus och familjen stumpbaggar. Inga underarter finns listade i Catalogue of Life.